# Nakiska

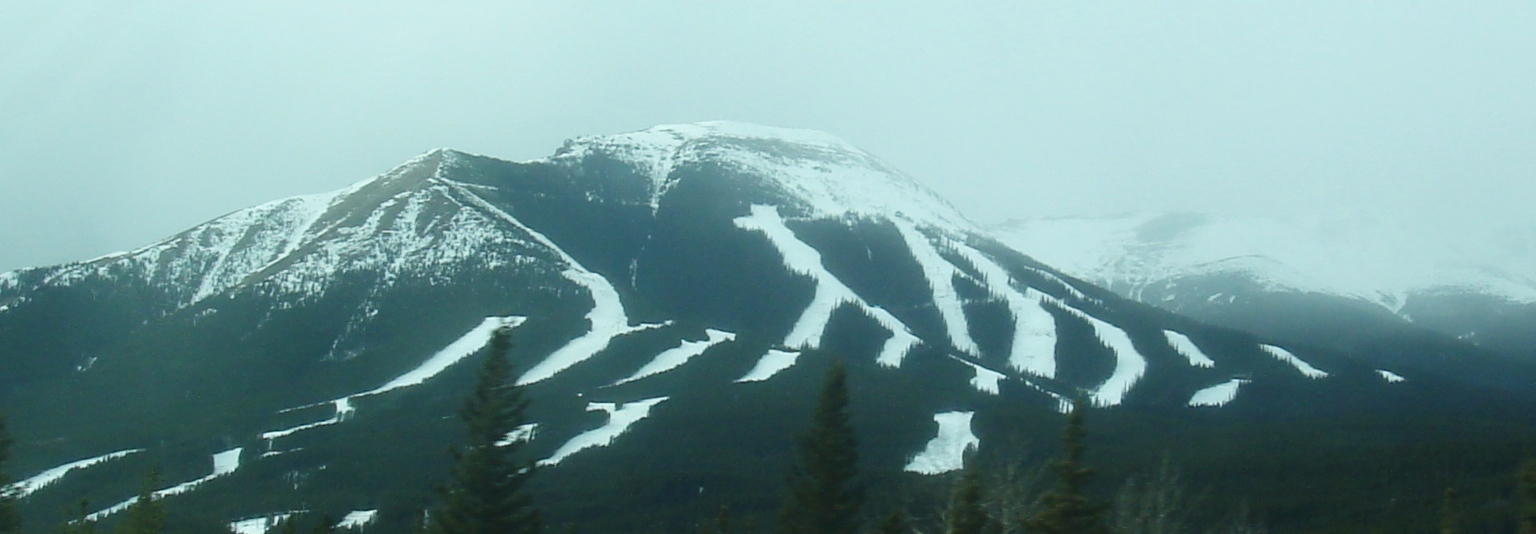
Nakiska

Nakiska ist ein Skigebiet nahe der Siedlung Kananaskis Village im Kananaskis Country in der kanadischen Provinz Alberta. Es befindet sich in den kanadischen Rocky Mountains am Osthang des 2819 m hohen Mount Allan, etwa 80 km westlich von Calgary.

## Entstehung
Das Skigebiet wurde für die Olympischen Winterspiele 1988 errichtet. Ursprünglich hätten die Alpinbewerbe am Mount Sparrowhawk und am Mount Shark, die über 150 km von Calgary entfernt sind, stattfinden sollen. Aufgrund der geringeren Distanz und der zu erwartenden besseren Nachnutzung der Anlagen wurde dem Mount Allan der Vorzug gegeben. Das neue Skigebiet bekam den Namen „Nakiska“. Das Wort stammt aus der Sprache der Cree und bedeutet „Treffpunkt“.
Die Planungen für das Skigebiet begannen im Juli 1983. Ein Jahr später wurde mit den Bauarbeiten an den Pisten und drei Sesselbahnen begonnen, die im Sommer 1986 weitgehend abgeschlossen waren. Die offizielle Eröffnung fand am 5. Dezember 1986 statt. In den folgenden Monaten wurden eine Reihe von Testbewerben durchgeführt und im März 1987 fand mit den Skiweltcuprennen der Damen und Herren die Generalprobe für die Olympischen Spiele statt. Im Frühjahr 1987 wurde ein vierter Sessellift errichtet. Bei den Winterspielen 1988 wurden hier alle zehn alpinen Bewerbe sowie der Demonstrationsbewerb im Freestyle-Skiing durchgeführt. Während der Spiele bestand noch ein zusätzlicher Schlepplift, der zum Start der Herrenabfahrt auf 2412 m Höhe führte. Er wurde danach wieder abgebaut.

## Skigebiet
Das Skigebiet erstreckt sich von 1525 m bis auf 2260 m Meereshöhe. Die Höhendifferenz beträgt 735 m. Es gibt vier Sesselbahnen (einen Zweier- sowie drei Vierersessellifte) und zwei Förderbänder für Anfänger. Die maximale Kapazität der Liftanlagen beträgt 8830 Personen pro Stunde. Auf einer Fläche von etwa 3 km² gibt es 79 markierte Skipisten in allen Schwierigkeitsgraden, wobei mehr als zwei Drittel mittelschwere Abfahrten sind. 75 Prozent der Pisten sind künstlich beschneibar. Die längste Abfahrt hat eine Länge von 3,3 km. Die Skisaison dauert von Mitte November bis Mitte April.